# Arthur Leclerc
Arthur Leclerc M.D. (né le 26 octobre 1902 à Trois-Pistoles, mort le 17 avril 1979 à Québec) est un médecin et homme politique québécois, ministre d'État dans le cabinet de Maurice Duplessis de 1952 à 1958 puis ministre de la santé de 1958 à 1960. Il est également député de la circonscription de Charlevoix-Saguenay pour l'Union nationale de 1936 à 1939, puis de 1944 à 1962.
Il est le grand-père paternel de la comédienne Hélène Bourgeois-Leclerc, fille de Bernard Leclerc.